# Dead Star/In Your World
«Dead Star» e «In Your World» son canciones de la banda inglesa de rock Muse. Escritas para, pero no incluidas aún, su álbum compilado Hullabaloo Soundtrack, fueron realizadas como un doble sencillo de lado A para promocionar el álbum, y como un EP en Japón y en Francia. También ha habido un video, realizadas en el doble lado A que fue una presentación en vivo, dirigida por Matt Askem. El tiempo del video es más corto que el de la versión del álbum, con el tiempo de los videos de 2:32 y el tiempo de las versiones en vivo de 3:12. "Dead Star" es un poco diferente con un video de lo que parece Muse como una banda garaje practicando en una especie de sótano oscuro, efectivamente este video se grabó en el sótano de la casa de Winston Churchill.

## Lista de canciones
Todas las canciones escritas y compuestas por Matthew Bellamy. 
| 7"  |                 |          |  |
| N.º | Título          | Duración |  |
| 1.  | «In Your World» | 2:28     |  |
| 2.  | «Dead Star»     | 3:33     |  |

| CD1 "Dead Star"/"In Your World" |                                                |          |  |
| N.º                             | Título                                         | Duración |  |
| 1.                              | «Dead Star»                                    | 3:33     |  |
| 2.                              | «In Your World»                                | 2:28     |  |
| 3.                              | «Futurism» (Bonus track de Origin of Symmetry) | 3:27     |  |
| 4.                              | «Dead Star» (video)                            |          |  |

| CD2 "In Your World"/"Dead Star" |                                      |          |  |
| N.º                             | Título                               | Duración |  |
| 1.                              | «In Your World»                      | 2:28     |  |
| 2.                              | «Dead Star»                          | 3:33     |  |
| 3.                              | «Can't Take My Eyes off You» (Cover) | 3:26     |  |
| 4.                              | «In Your World» (video)              |          |  |